# Patricia Nigel
María de la Soledad Gelonch Castañé, conocida artísticamente como Patricia Nigel, (Lérida, 18 de marzo de 1948) es una actriz española.

## Trayectoria
Tras estudiar bachillerato, solfeo y arte dramático, su popularidad comienza a despuntar cuando, a mediados de la década de 1960 es elegida Miss Lérida. Casi de forma inmediata, comienza una carrera artística, especialmente en cine, aunque también en teatro y televisión.
Para la gran pantalla, intervino en ocho títulos entre 1968 y 1971, entre los que destacan Las secretarias (1968), de Pedro Lazaga, Esa mujer (1969), de Mario Camus, con Sara Montiel, Cuatro noches de boda (1969), de Mariano Ozores, con Concha Velasco y Alfredo Landa y Don erre que erre (1970), de José Luis Sáenz de Heredia, con Paco Martínez Soria.
Para televisión compaginó la interpretación (Estudio 1, Historias para no dormir), con tareas de presentación en programas como Todos somos jóvenes (1968) 0 Club Mediodía (1970-72). Su última incursión en la interpretación fue en la serie alemana Im Auftrag von Madame (1973).
Finalmente, de su paso por el teatro cabe mencionar su participación en el montaje de la obra A mitad de camino (1969), de Peter Ustinov,en adaptación de Ana Diosdado, junto a Enrique Guitart y Luis Varela, en el Teatro de la Comedia, de Madrid.

## Vida personal
Estuvo casada con el cantante Juan Erasmo Mochi, con el que tuvo una hija, Eva, nacida en 1971.